# Сінт-Мартенсдейк
Сінт-Мартенсдейк (нід. Sint-Maartensdijk) — село в нідерландській провінції Зеландія. Входить до муніципалітету Толен.
Його площа — 22,26 км², а населення станом на 2021 рік становило 3440 осіб.
До 1971 року мало статус окремого муніципалітету.

## Галерея

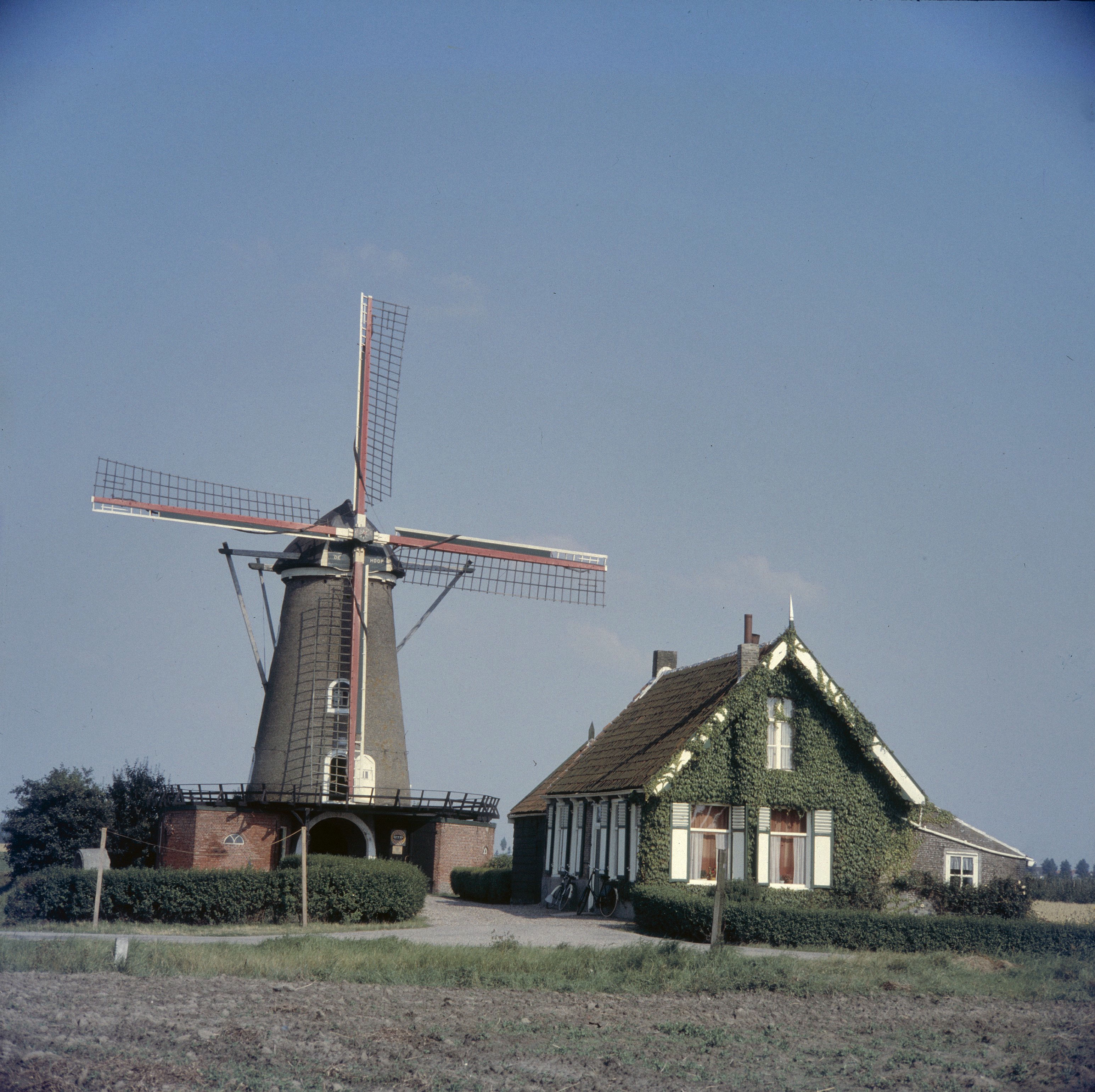
Сільський вітряк
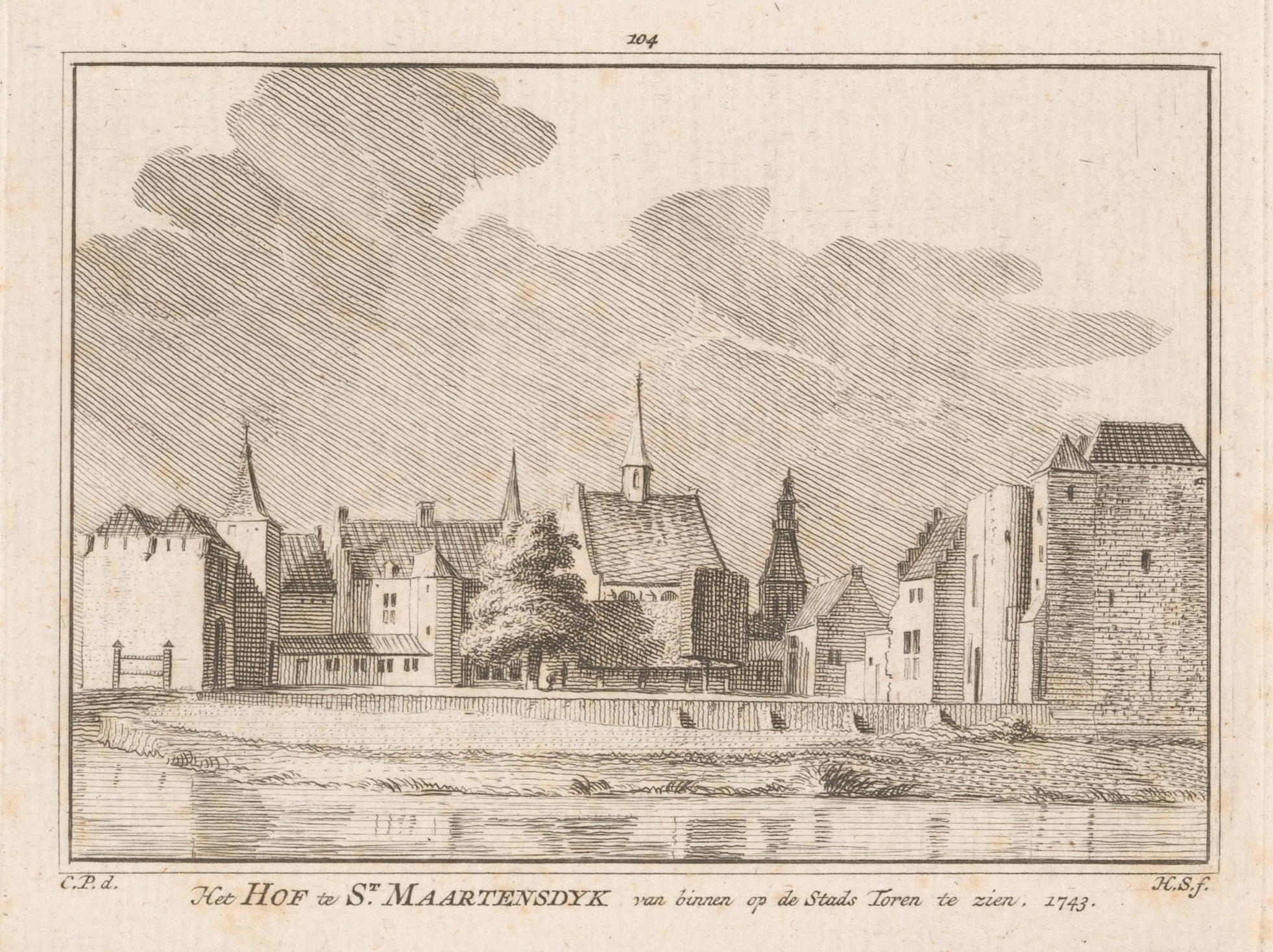
Панорама села (1743)
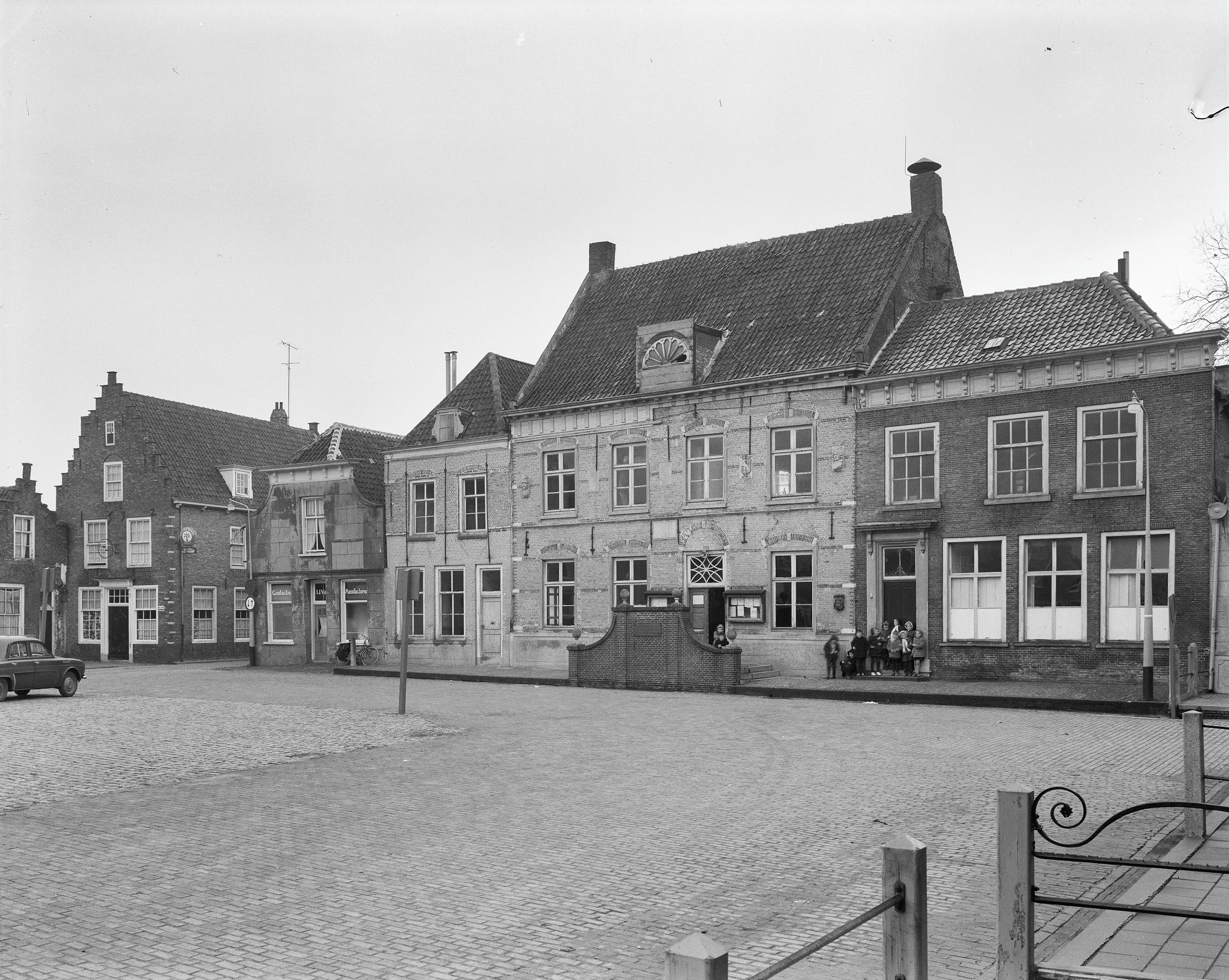
Будівля мерії і сусідні будинки
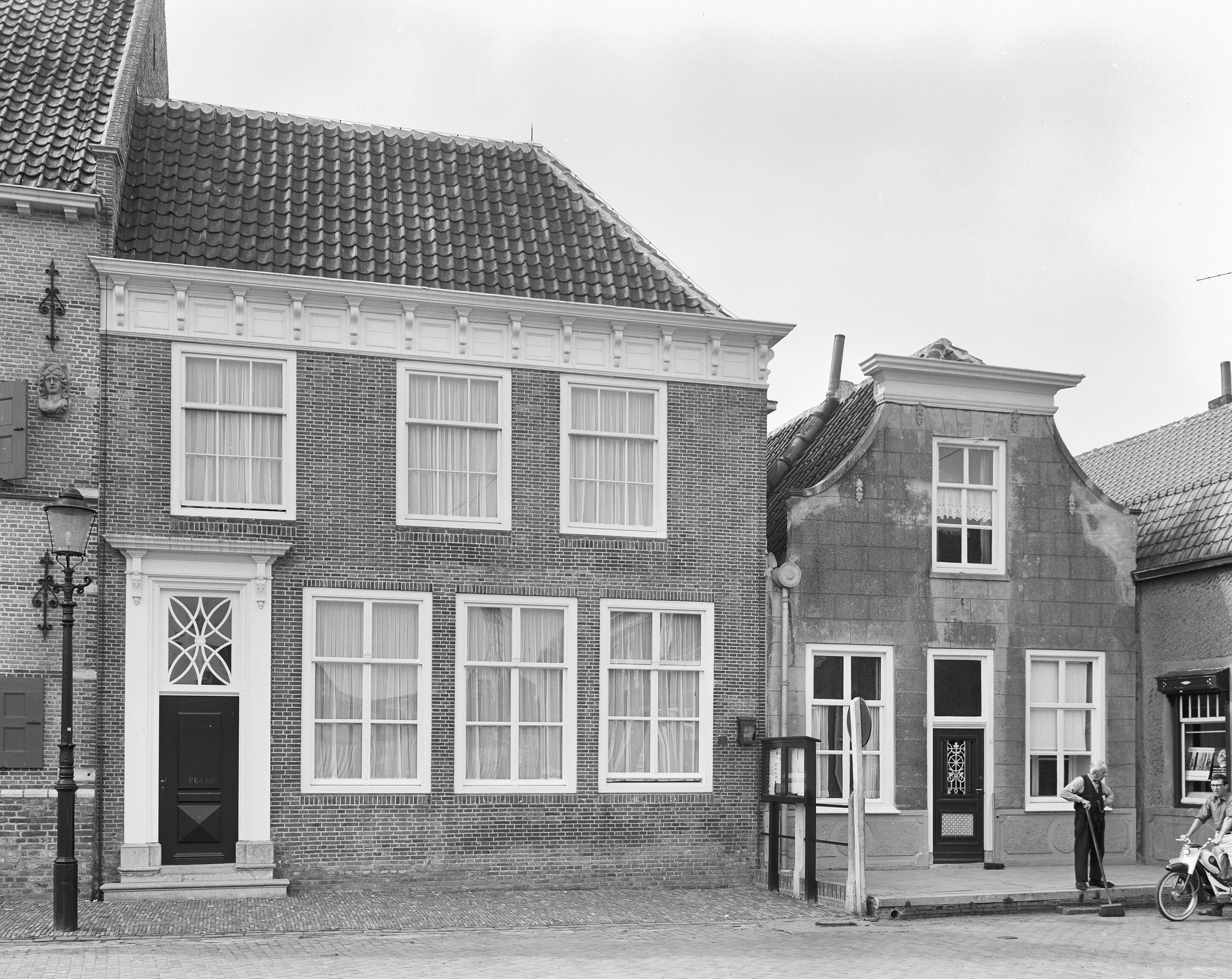
Будинок у Сінт-Мартенсдейку